# Medal Pamiątkowy Podróży Morskiej 1892–1893
Medal Pamiątkowy Podróży Morskiej 1892–1893 (niem. Seereise-Denkmünze 1892–1893) – austro-węgierskie odznaczenie wojskowe.
Zostało ustanowione 11 listopada 1893 przez Franciszka Józefa I i mogło być nadawane uczestnikom dziesięciomiesięcznej podróży morskiej na Daleki Wschód na pokładzie krążownika SMS Kaiserin Elisabeth.
Medal był wydawany w jednym rodzaju i był noszony na wstążce białej z niebieskimi paskami na bokach, połączonymi niebieskimi prążkami poziomymi.